# Cratere Kansk
Kansk  è un cratere sulla superficie di Marte.